# Comité d'histoire du ministère de la Culture et des institutions culturelles
Le Comité d'histoire du ministère de la Culture et des institutions culturelles est une institution créée par le ministère français de la Culture afin de conserver et de promouvoir l'histoire du ministère.
« La conviction qu'une administration se doit de réfléchir sur elle-même, sur son passé et sur ses racines, pour comprendre son présent et préparer l'avenir » : voici comment est justifiée la légitimité de ce Comité d'histoire.

## Histoire et composition
Cette création, suggérée par Jacques Sallois, alors directeur de cabinet de Jack Lang, par Pascal Ory et Jean-Pierre Rioux dès les années 1980, s'inscrit dans une conjoncture qui voit de nombreux ministères se doter d'un comité d'histoire. Le Comité a été animé par Augustin Girard, ancien responsable du Service des Études et de la Recherche du ministère de la Culture, secondé par Geneviève Gentil. Il est, depuis décembre 2007, présidé par Maryvonne de Saint-Pulgent. 
Créé par un arrêté du 11 mars 1993, modifié à plusieurs reprises (en 2000, en 2003 en 2007, et en 2013 ), le Comité d'histoire est composé de trente-six membres nommés par le ministre : historiens, chercheurs, professionnels et administrateurs du ministère ou des institutions sous tutelle. 
Plusieurs historiens participent régulièrement à ses travaux : Jean-François Sirinelli, Philippe Poirrier, Loïc Vadelorge, Laurent Martin,… Depuis sa création, le Comité d'histoire du ministère de la Culture a joué un rôle moteur dans l'institutionnalisation de l'histoire des politiques culturelles ; l'un des domaines de l'histoire culturelle.

## Missions
Les missions du Comité d'histoire du Ministère de la Culture sont de : 
- rassembler et faire connaître les travaux existants sur l'histoire du ministère ;
- susciter des études, des travaux bibliographiques ;
- organiser des journées d'études, des séminaires, des colloques… ;
- coordonner l'édition d'ouvrages sur les politiques culturelles menées en France.
- favoriser le rassemblement et la conservation des  documents, archives et matériaux utiles à cette histoire.

Les travaux impulsés par le Comité d'histoire concernent notamment : 
- l'histoire de la création du ministère et de son évolution administrative ;
- l'action des ministres fondateurs tels qu'André Malraux, Jacques Duhamel, Michel Guy, Jack Lang, et de leurs successeurs ;
- la naissance et l'approfondissement des politiques culturelles locales.

## Publications
- La métamorphose des archives, 1990-2020. Actes du colloque organisé par le Comité d'histoire du ministère de la Culture en partenariat le Service interministériel des archives de France, les 4 et 5 décembre 2023 à l'Institut national d'histoire de l'art, Comité d’histoire du ministère de la Culture, (Travaux et documents n° 47), La Documentation française, 2025, 254 p.
- 1941. Genèse et développements d'une loi sur l'archéologie, sous la direction de Vincent Négri et Nathan Schlanger, Comité d’histoire du ministère de la Culture, (Travaux et documents n° 46),  La Documentation française, 2024, 927 p.

- 1982-2022 La Fête de la musique a 40 ans !. Rencontres, jeudi 16 juin 2022, Paris, Opéra-Comique, Agathe de Legge et Michel Kneubühler (coord.), Comité d'histoire du ministère de la Culture, La rumeur libre éditions (coll. Politiques culturelles et territoires), 2023, 200 p.
- L'artiste, l'administrateur et le juge. L'invention du service public culturel. Le rôle du Conseil d'État. Actes du colloque organisé à Paris, Conseil d'État et Comédie-Française, 26 et 27 novembre 2021, Agathe de Legge et Michel Kneubühler (coord.), Comité d'histoire du ministère de la Culture, La rumeur libre éditions (coll. Faire cité), 2023, 387 p.
- L'énergie et la passion. Jacques Toubon, ministre de la Culture et de la Francophonie (1993-1995) dialogue avec Maryvonne de Saint Pulgent, La rumeur libre éditions avec le soutien et la collaboration du Comité d'histoire du ministère de la Culture, 2022, 491 p.
- 2002. Genèse d'une loi sur les musées, sous la direction de Marie Cornu, Jérôme Fromageau, Dominique Poulot, Comité d’histoire du ministère de la Culture, (Travaux et documents n° 45),  La Documentation française, 2022, 832 p.
- Catherine Tasca dialogue avec Bernard Faivre d'Arcier. Administrer la culture ... avec passion !, La rumeur libre éditions, 2021, 251 p.
- La gouvernance culturelle des villes : de la décentralisation à la métropolisation, par Guy Saez, Comité d’histoire du ministère de la Culture, (Travaux et documents n° 44), La Documentation française, 2021, 534 p.
- Les années Lang, une histoire des politiques culturelles, 1981-1993 : dictionnaire critique, sous la direction de Vincent Martigny, Laurent Martin, Emmanuel Wallon, Comité d'histoire du ministère de la Culture, (Travaux et documents n° 43), La Documentation française, 2021, 598 p.
- André Chastel, portrait d'un historien de l'art (1912-1990). De sources en témoignages, par Dominique Hervier et Eva Renzulli, Comité d’histoire du ministère de la Culture, (Travaux et documents n° 42), La Documentation française, 2021, 455 p.
- Du partage des chefs-d’oeuvre à la garantie des droits culturels : ruptures et continuité dans la politique culturelle française. Actes du colloque des 19 et 20 décembre 2019 à l’Auditorium du Louvre, Agathe de Legge et Michel Kneubühler (coord.), Comité d'histoire du ministère de la Culture, en partenariat avec le musée du Louvre, éditions La passe du vent (coll. Faire cité), 2020, 388 p.
- 1979 : Genèse d'une loi sur les archives, sous la direction de Marie Cornu, Christine Nougaret, Yann Potin [et al.], Comité d’histoire du ministère de la Culture, (Travaux et documents, n° 41), La Documentation française, 2019, 731 p.
- Droit public et patrimoine : le rôle du Conseil d'État. Actes du colloque organisé conjointement par les Comités d'histoire du Conseil d'État et de la juridiction administrative et du ministère de la Culture, en partenariat avec l'Institut des Sciences sociales du politique le 16 et 17 mars 2018, sous la direction de Maryvonne de Saint Pulgent, Martine de Boisdeffre, Marie Cornu [et al.], Comité d’histoire du ministère de la Culture, (Travaux et documents n° 40), La Documentation française, 2019, 317 p.
- De 1913 au Code du patrimoine : Une loi en évolution sur les monuments historiques, sous la direction de Jean-Pierre Bady, Marie Cornu, Jérôme Fromageau [et al.], Comité d’histoire du ministère de la Culture, (Travaux et documents n° 39), La Documentation française, 2018, 627 p.
- Architecture, urbanisme et pratiques de l’État (1960-2010), par Éric Lengereau, Comité d’histoire du ministère de la Culture, (Travaux et documents n° 38), La Documentation française, 2018, 311 p.
- Entretiens avec Jean-Philippe Lecat, ministre de la Culture et de la Communication (1978-1981), entretiens recueillis et présentés par Françoise Mosser, Comité d’histoire du ministère de la Culture, (Travaux et documents n° 37), La Documentation française, 2016, 487 p.
- La musique au cœur de l’État : regards sur l'action publique de Marcel Landowski, sous la direction de Guy Saez, Comité d’histoire du ministère de la Culture, (Travaux et documents n° 36), La Documentation française, 2016, 191 p.
- Langue française : une loi, pour quoi faire ? A l'occasion de la journée d'étude du 13 octobre 2014 sur les vingt ans de la loi sur l'emploi de la langue française, Palais du Luxembourg, Paris, Comité d'histoire du ministère de la Culture et de la Communication, Délégation générale à la langue française et aux langues de France, 2015, 156 p.
- Marcel Landowski : une politique fondatrice de l'enseignement musical 1966-1974, Noémi Lefebvre, Cefedem Rhône-Alpes (Cahiers de recherches ; Enseigner la musique, n° 12), Comité d'histoire du ministère de la Culture et de la Communication, 2014, 358 p.
- Le cinéma : une affaire d’État, 1945-1970, sous la direction de Dimitri Vezyroglou, Comité d’histoire du ministère de la Culture, (Travaux et documents n° 35), La Documentation française, 2014, 283 p.
- Hommage à Jacques Rigaud, homme de conviction et d'action, organisé par le Comité d'histoire du ministère de la Culture et de la Communication sous la présidence de Maryvonne de Saint Pulgent, 13 décembre 2014, 49 p. Lire la publication intégrale sur le site du Comité d'histoire du ministère de la Culture et de la Communication
- 1913, genèse d'une loi sur les monuments historiques, coordonné par Jean-Pierre Bady, Marie Cornu, Jérôme Fromageau, Jean-Michel Leniaud, Vincent Négri, Comité d’histoire du ministère de la Culture, (Travaux et documents n° 34), La Documentation française, 2013, 602 p.
- L'enjeu culturel. La réflexion internationale sur les politiques culturelles, 1963-1993, par Laurent Martin, Comité d’histoire du ministère de la Culture, (Travaux et documents n° 33), La Documentation française, 2013, 432 p.
- Hommage à Jean-Philippe Lecat, ministre de la Culture et de la Communication (avril 1978-mars 1981), actes de la table ronde tenue le 22 novembre 2011, Paris, Comité d'histoire du ministère de la Culture et de la Communication, 2013, 90 p. Lire la publication intégrale sur le site du Comité d'histoire du ministère de la Culture et de la Communication
- Démocratiser la culture ! Une histoire comparée des politiques culturelles, sous la direction de Philippe Poirrier et Laurent Martin. Actes de la journée d'études organisée par le Comité d'histoire du ministère de la Culture et de la Communication le 9 février 2012, publiés dans Territoires contemporains, avril 2013, n°5. Lire la publication intégrale sur le site du Comité d'histoire du ministère de la Culture et de la Communication

- Jack Lang, batailles pour la culture. Dix ans de politiques culturelles, Maryvonne de Saint-Pulgent, Comité d’histoire du ministère de la Culture, (Travaux et documents no 32), La Documentation française, 2013, 256 p.
- La politique culturelle en débat. Anthologie, 1955-2012, Comité d’histoire du ministère de la Culture, (Travaux et documents no 31), textes réunis et présentés par Philippe Poirrier, La Documentation française, 2013 (rééd.), 316 p.

- Hommage à Emile Biasini administrateur et bâtisseur, compte-rendu de la table ronde organisée par le Comité d'histoire du ministère de la Culture et de la Communication le 26 mars 2012, 63 p. Lire la publication intégrale sur le site du Comité d'histoire du ministère de la Culture et de la Communication

- Histoire administrative du ministère de la culture et de la communication 1959-2012. Les services de l'administration centrale, Michèle Dardy-Cretin, Comité d’histoire du ministère de la Culture, (Travaux et documents no 30), La Documentation française, 2012 (rééd.), 247 p.

- La naissance des politiques culturelles et les rencontres d'Avignon, sous la présidence de Jean Vilar (1964-1970), présenté par Philippe Poirrier, Comité d’histoire du ministère de la Culture, La Documentation française, 2012 (rééd.), 576 p.

- Le fil de l'esprit. Augustin Girard, un parcours entre recherche et action, Guy Saez, Geneviève Gentil, Michel Kneubühler, Comité d’histoire du ministère de la Culture, (Travaux et documents no 29), La Documentation française, 2011, 333 p. + 1 CD

- René Rizzardo et l'invention de l'Observatoire des politiques culturelles, 1988-2002, Pierre Moulinier avec le concours du Comité d'histoire et l'Observatoire des politiques culturelles, 2011, 95 p. Lire la publication intégrale sur le site du Comité d'histoire du ministère de la Culture et de la Communication

- Jean-Eudes Roullier. Un pionnier des politiques de l'espace urbain, textes réunis par Loïc Vadelorge avec le concours du Comité d'histoire, La Documentation française, 2011, 228 p.

- Pour une histoire des politiques culturelles dans le monde, 1945-2011, Comité d’histoire du ministère de la Culture, (Travaux et documents no 28), sous la direction de Philippe Poirrier, La Documentation française, 2011, 485 p.

- Gaëtan Picon (1915-1976). Esthétique et Culture, Agnès Callu, éd. Honoré Champion avec le concours du Comité d'histoire, 2011, 716 p.

- Cinquante ans après : Culture, politique et politiques culturelles. Colloque du cinquantenaire du ministère de la Culture et de la Communication, 13, 14 et 15 octobre 2009, Comité d’histoire du ministère de la Culture, (Travaux et documents no 27), sous la direction de Élie Barnavi et Maryvonne de Saint-Pulgent, La Documentation française, 2010, 286 p.

- Un demi-siècle au service d'une culture décentralisée : la FNCC (1960-2010), par Pierre Moulinier, Comité d'histoire du ministère de la Culture / Fédération nationale des collectivités territoriales pour la culture, 2010, 103 p.

- L'art dans les villes nouvelles. De l'expérimentation à la patrimonialisation, sous la direction de Julie Guiyot-Corteville, Valérie Perlès et Loïc Vadelorge, avec le concours du Comité d’histoire du ministère de la Culture, éditions Artlys, 2010, 223 p.

- Une ambition partagée ? La coopération entre le ministère de la Culture et les collectivités territoriales (1959-2009), Comité d’histoire du ministère de la Culture, (Travaux et documents no 26), sous la direction de Philippe Poirrier et René Rizzardo, La Documentation française, 2009, 526 p.

- Quand les monuments construisaient la nation, Comité d’histoire du ministère de la Culture, (Travaux et documents no 25), par Arlette Auduc, La Documentation française, 2008, 640 p.

- André Malraux et l'architecture, Comité d’histoire du ministère de la Culture, (Travaux et documents no 24), sous la direction de Dominique Hervier, Ed. du Moniteur, collection « Architextes » no 19, 2008, 295 p.

- Les Métropoles Régionales et la culture, 1945-2000, Comité d’histoire du ministère de la Culture, (Travaux et documents no 23), par Françoise Taliano-des Garets, La Documentation Française, 2007, 300 p.

- Michel Guy Secrétaire d'État à la culture, 1974-1976. Un innovateur méconnu, Comité d’histoire du ministère de la Culture, (Travaux et documents no 22), par Michèle Dardy-Cretin, La Documentation française, 2007, 319 p.

- Le prix unique du livre 1981-2006. La loi Lang, coordonné par Laurent Martin, Comité d'histoire - IMEC, collection « L'édition contemporaine », 2006, 197 p.

- La politique culturelle en débat. Anthologie, 1955-2005, Comité d’histoire du ministère de la Culture, (Travaux et documents no 21), textes réunis et présentés par Geneviève Gentil et Philippe Poirrier, La Documentation française, 2006, 212 p.

- L'action culturelle dans les villes nouvelles, Comité d’histoire du ministère de la Culture, (Travaux et documents no 20), par Loïc Vadelorge, La Documentation française, 2005, 302 p.

- Jeanne Laurent, une fondatrice du service public pour la culture. 1946-1952, Comité d’histoire du ministère de la Culture, (Travaux et documents no 19), par Marion Denizot, Préface de Robert Abirached, La Documentation française, 2005, 287 p.

- Les établissements publics sous tutelle du ministère de la Culture. Histoire administrative, Comité d’histoire du ministère de la Culture, (Travaux et documents no 18), coordonné par Dominique Jamet sous la direction de Jean Fosseyeux et Christian Pattyn, La Documentation française, 2004, 351 p.

- Renouveau et décentralisation du théâtre, 1945-1981, par Pascale Goetschel, Puf, avec le concours du Comité d'histoire du ministère de la Culture, 2004, 502 p.

- Malraux et l'Inventaire général, acte de la journée d'études à la BNF le 23 mai 2003, numéro hors série de Présence d'André Malraux, La Documentation française, 2004, 112 p.

- Malraux Ministre au jour le jour, souvenirs de son ancien directeur de cabinet André Holleaux, préface de Pierre Moinot - Avant-propos de Jean Grosjean, La Documentation française, 2004, 187 p.

- Pour une histoire des politiques du patrimoine, Philippe Poirrier et Loïc Vadelorge, La Documentation française, 2003, 620 p.

- Grandeur et misère du patrimoine d'André Malraux à Jacques Duhamel, de Xavier Laurent - La Documentation française, 2003, 384 p.

- André Malraux ministre. Les Affaires culturelles au temps d'André Malraux, 1959-1969, édité par A. Girard et G. Gentil, La Documentation française, 1996, 522 p.

- Le ministère des Affaires culturelles et la mission culturelle de la collectivité, Rapport rédigé en 1968 par Antoine Bernard, conseiller d'État, directeur du cabinet d'André Malraux de 1965 à 1969 et publié de nouveau à l'occasion des journées d'étude sur « le ministère Malraux », 1989, 115 p.

- Discours et écrits de Jacques Duhamel, ministre des Affaires culturelles : 1971-1973, La Documentation française, 1993, 220 p.

- Actes des journées d'étude sur le ministère Jacques Duhamel, 1971-1973, édité par A. Girard et G. Gentil, La Documentation française, 1995, 640 p.

- Jalons pour l'histoire des politiques culturelles locales, édité par P. Poirrier, S. Rab, S. Reneau, L. Vadelorge, La Documentation française, 1995, 300 p. [épuisé]

- L'invention de la politique culturelle, par Philippe Urfalino, réédition Hachette Littératures, Collection no 25, 2004, 427 p.

- Points de repère : les sources d'information sur le ministère de la Culture à l'usage des étudiants et des jeunes chercheurs, 1996, 70 p.

- Le bonheur d'entreprendre. Les administrateurs de la France d'outre-mer et la création du ministère des Affaires culturelles, par Marie-Ange Rauch, 1998, 200 p.

- Politiques locales et enjeux culturels, les clochers d'une querelle, XIXe – XXe siècles, sous la direction de Vincent Dubois avec la collaboration de Philippe Poirrier, La Documentation française, 1998, 456 p.

- Bibliographie de l'histoire des politiques culturelles, France XIXe – XXe siècles, par Philippe Poirrier, La Documentation française, 1999, 224 p.

- Maurice Fleuret : une politique démocratique de la musique, par Anne Veitl et Noémi Duchemin, La Documentation française, 2000, 472 p.

- Affaires culturelles et territoires, sous la direction de Philippe Poirrier et de Jean-Pierre Rioux, La Documentation française, 2001, 330 p.

- L'implantation du ministère de la Culture en région, par Jean-Luc Bodiguel, La Documentation française, 2001, 345 p.

- L'État et l'architecture, 1958-1981, une politique publique ?, par Éric Lengereau, Ed. Picard, 2001, 559 p.

- Les collectivités locales et la culture. Les formes de l'institutionnalisation, XIXe – XXe siècles, sous la direction de Philippe Poirrier avec la collaboration de Vincent Dubois, La Documentation française, 2002, 431 p.

- Les politiques culturelles en France, textes rassemblés et présentés par Philippe Poirrier, La Documentation française, 2002, 637 p.

- Dictionnaire des politiques culturelles de la France depuis 1959, sous la direction de Emmanuel de Waresquiel, Larousse / CNRS éditions, 2001, 657 p.